# هووزدتس (ناحیه برنو-تسوونتری)
هووزدتس (به چکی: Hvozdec) یک منطقهٔ مسکونی در جمهوری چک است که در ناحیه برنو-تسوونتری واقع شده‌است. هووزدتس ۳٫۵۹ کیلومتر مربع مساحت و ۲۷۲ نفر جمعیت دارد و ۳۰۵ متر بالاتر از سطح دریا واقع شده‌است.